# Элин

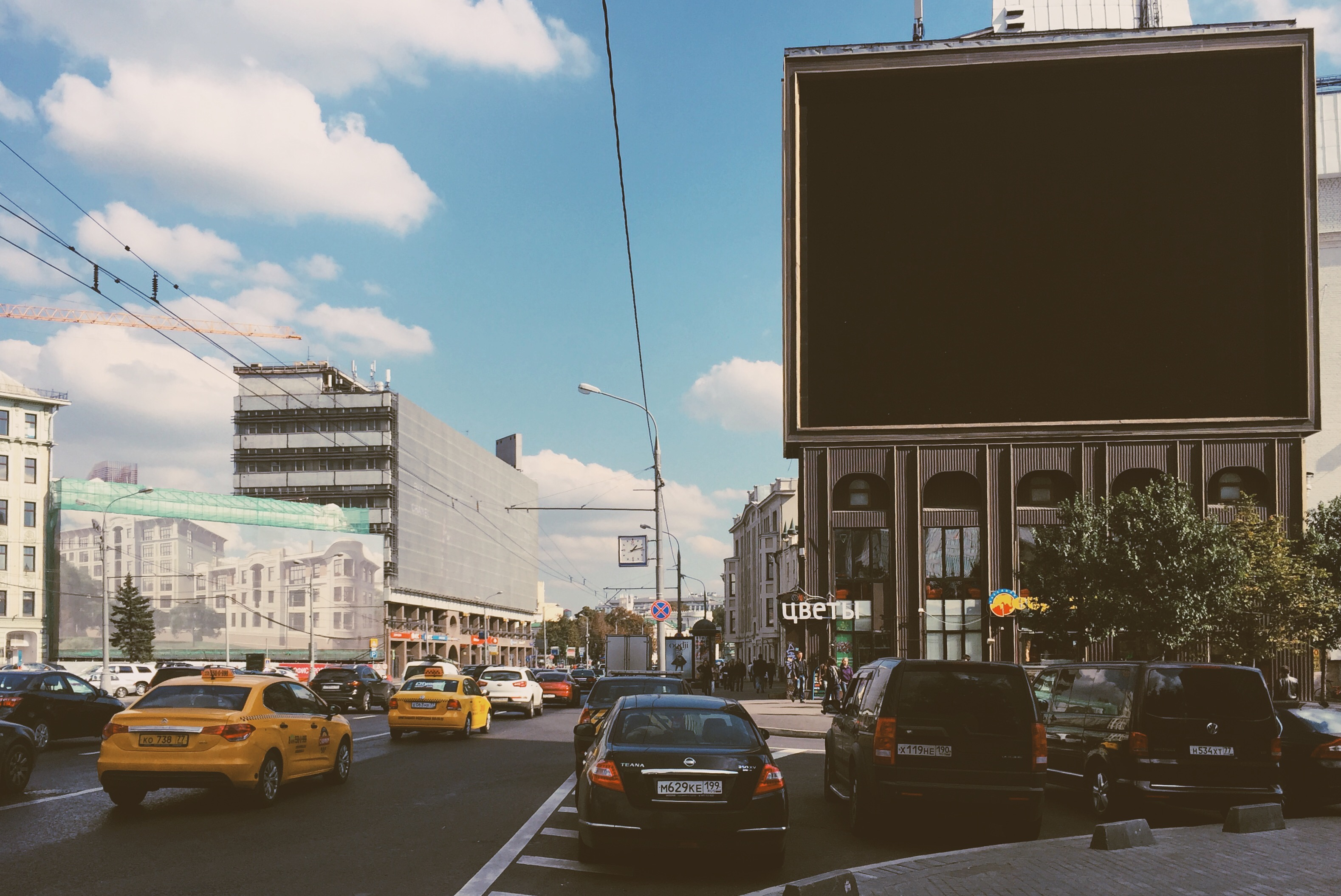

«Элин» — название первого в мире  уличного видеоэкрана, установленного в 1972 году на брандмауэрной стене дома № 17 по проспекту Калинина (ныне — Новый Арбат, 7, 55°45′10″ с. ш. 37°35′50″ в. д.). Название является акронимом от «электронный информатор».

## «Элин» первого поколения
Экран разработан Центральным конструкторским бюро информационной техники (ЦКБИТ) из Винницы.
Устройство представляло собой цветной матричный экран, состоящий из 102 900 автомобильных ламп накаливания, закрытых красными, синими и зелеными светофильтрами. Площадь экрана составляла 235 квадратных метров.
Система «Элин» давала возможность демонстрировать кинофильмы, плакаты, иллюстрации, текстовые материалы и телепередачи. Управление системой осуществлялось из специального телекинопоста с помощью аппаратуры, включавшей в себя более 600 тысяч электрорадиокомпонентов.

## «Элин-2»
К началу 1980-х годов экран на лампах устарел, и в 1983 году в ЦКБИТ началась разработка экрана второго поколения «Элин-2». В отличие от первого поколения, «Элин-2» был изготовлен на низковольтных вакуумных катодолюминесцентных индикаторах. Индикаторы производились с тремя типами люминофоров — красного, синего, и зелёного свечения. Размеры экрана — 17×13 метров, разрешение — 192×144 пикселя, субпиксель каждого цвета имел 16 градаций яркости. Экран состоял из 1728 индикаторных модулей — 48 по горизонтали и 36 по вертикали. Пиксель состоял из четырёх индикаторов — синего, красного свечения, и двух расположенных по диагонали индикаторов зелёного свечения. Вследствие чего изображение имело зеленоватый оттенок. Управляющая электроника была сделана на микросхемах 561-й серии, каждый кадр телевизионного изображения оцифровывался, и сохранялся в памяти, модуль памяти был сделан на микросхемах К537РУ3Б.
Помимо ЦКБИТ, в создании «Элин-2» принимали участие Саратовский завод приёмно-усилительных ламп (СЗ ПУЛ) — изготовитель индикаторов, и николаевский завод «Трансформатор» — изготовитель высоковольтных источников питания. Сами катодолюминесцентные индикаторы были разработаны во фрязинском НИИ «Платан», под руководством В. Н. Уласюка. «Элин-2» был запущен летом 1985 года, к открытию XII Всемирного фестиваля молодёжи и студентов.

### «Элин-2» в кино
Работа экрана «Элин-2» показана в фильме «Такси-блюз». Проезжая по проспекту Калинина, таксист Шлыков видит трансляцию концерта Селивёрстова из Нью-Йорка на экране «Элин-2». Шлыков останавливается посреди дороги и смотрит концерт, после чего его мнение о саксофонисте кардинально меняется. В фильме видны особенности работы экрана «Элин-2» — зеленоватый оттенок изображения и множество неработающих элементов индикации (битых пикселей).

## Третий и четвертый экран
Экран «Элин-2» проработал до начала 1990 года, после чего его работа была прекращена по причине нерентабельности. Рабочая поверхность экрана некоторое время была закрыта рекламными брандмауэрами. В 2005 году экран был демонтирован и на его месте установили новый светодиодный экран под управлением оператора наружной рекламы News Outdoor (размер — 16,8×12,8 метра, разрешение — 672×512 пикселей), который проработал до 2015 года и был отключён из-за несоответствия правилам эксплуатации рекламных конструкций. В 2020 году этот экран был демонтирован и вместо него установлен светодиодный медиафасад, который работает под управлением оператора «Эйчди».
В 2022 г. к 50-летию экрана была выпущена коллективная монография «ЭЛИН: Зеркало для человечества" под редакцией заведующего отделом художественных проблем дизайна НИИ РАХ Алексея Владимировича Сазикова. В работе над книгой приняли участие разработчики системы «Элин» и «Элин-2», а также искусствоведы и журналисты.
В том же году компания «Эйчди», установившая и эксплуатирующая медиафасад на месте экрана «Элин», выпустила документальный фильм к юбилею первого запуска экрана «ЭЛИН. Первый в мире уличный экран. 50 лет рекламной революции на Новом Арбате». В фильме разработчики экрана Леонид Львович Могилевер и Александр Иванович Никитич рассказали о работе над этим проектом. А.В. Сазиков комментирует видеоряд с позиции историка медиаискусства.